# Classement mondial UCI 2022
Navigation
Édition précédente Édition suivante
Le Classement mondial UCI 2022 est la septième édition du Classement mondial UCI. Ce classement est utilisé par l'Union cycliste internationale depuis le 10 janvier 2016, pour classer les coureurs cyclistes sur route masculins. Il tient compte des résultats des 52 dernières semaines selon un barème précis. Un classement par pays et par équipes sont également calculés.

## Règlement
Les classements sont mis à jour chaque mardi à 2 heures CET et comprennent les résultats enregistrés jusqu'à cet horaire. À noter que le classement ne prend en compte qu'un championnat du monde et continental. Si un de ces championnats est organisé avant ou après les 52 semaines suivant la précédente édition, seule l'édition la plus récente est prise en compte. Dans le cas où un championnat n'est pas organisé durant une saison, alors les points sont valables 52 semaines.

## Évolution
Le Slovène Tadej Pogačar occupe la tête du classement mondial depuis le 28 septembre 2021. La Belgique est à la première place du classement par pays depuis le 1er juin 2021. Le 5 avril 2022, la Slovénie, avec notamment 3 coureurs dans les 5 premiers du classement mondial individuel, passe devant la Belgique au classement par pays. Grâce notamment au podium 100% belge sur Liège-Bastogne-Liège, la Belgique repasse devant la Slovénie le 26 avril 2022.
| # | Coureur       | Début      | Fin        | Semaine(s) |
| - | ------------- | ---------- | ---------- | ---------- |
| 1 | Tadej Pogačar | 02/11/2021 | 18/10/2022 | 51         |

| # | Pays     | Début      | Fin        | Semaine(s) |
| - | -------- | ---------- | ---------- | ---------- |
| 1 | Belgique | 02/11/2021 | 04/04/2022 | 22         |
| 2 | Slovénie | 05/04/2022 | 25/04/2022 | 3          |
| 3 | Belgique | 26/04/2022 | 18/10/2022 | 26         |

## Classements 2022
L'UCI considère que les classements pour l'année 2022 commencent au 2 novembre 2021 et se terminent le 18 octobre 2022. Le classement UCI par équipes est le seul qui n'est pas roulant sur 52 semaines : seuls les points acquis depuis le 1er janvier 2022 sont comptabilisés.
| Classement UCI (individuel) au 18 octobre 2022 | Classement UCI (individuel) au 18 octobre 2022 | Classement UCI (individuel) au 18 octobre 2022 | Classement UCI (individuel) au 18 octobre 2022 | Classement UCI (individuel) au 18 octobre 2022 | Classement UCI (individuel) au 18 octobre 2022 | Classement UCI (individuel) au 18 octobre 2022 |
| #                                              | Coureur                                        | Pays                                           | Équipe                                         | Points                                         | Précédent                                      | Évolution                                      |
| ---------------------------------------------- | ---------------------------------------------- | ---------------------------------------------- | ---------------------------------------------- | ---------------------------------------------- | ---------------------------------------------- | ---------------------------------------------- |
| 1                                              | Tadej Pogačar                                  | Slovénie                                       | UAE Team Emirates                              | 5131                                           | 1                                              | en stagnation                                  |
| 2                                              | Wout van Aert                                  | Belgique                                       | Jumbo-Visma                                    | 4525                                           | 2                                              | en stagnation                                  |
| 3                                              | Remco Evenepoel                                | Belgique                                       | Quick-Step Alpha Vinyl                         | 4402.5                                         | 3                                              | en stagnation                                  |
| 4                                              | Jonas Vingegaard                               | Danemark                                       | Jumbo-Visma                                    | 3154                                           | 4                                              | en stagnation                                  |
| 5                                              | Aleksandr Vlasov                               | Bannière neutre,                               | Bora-Hansgrohe                                 | 2484                                           | 5                                              | en stagnation                                  |
| 6                                              | Arnaud De Lie                                  | Belgique                                       | Lotto-Soudal                                   | 2268                                           | 6                                              | en stagnation                                  |
| 7                                              | Stefan Küng                                    | Suisse                                         | Groupama-FDJ                                   | 2180                                           | 7                                              | en stagnation                                  |
| 8                                              | Alexander Kristoff                             | Norvège                                        | Intermarché-Wanty-Gobert Matériaux             | 2099                                           | 8                                              | en stagnation                                  |
| 9                                              | Mathieu van der Poel                           | Pays-Bas                                       | Alpecin-Deceuninck                             | 2003.67                                        | 9                                              | en stagnation                                  |
| 10                                             | Alejandro Valverde                             | Espagne                                        | Movistar Team                                  | 1996                                           | 10                                             | en stagnation                                  |

| Classement UCI (par équipes) au 18 octobre 2022 | Classement UCI (par équipes) au 18 octobre 2022 | Classement UCI (par équipes) au 18 octobre 2022 | Classement UCI (par équipes) au 18 octobre 2022 | Classement UCI (par équipes) au 18 octobre 2022 |
| #                                               | Pays                                            | Points                                          | Précédent                                       | Évolution                                       |
| ----------------------------------------------- | ----------------------------------------------- | ----------------------------------------------- | ----------------------------------------------- | ----------------------------------------------- |
| 1                                               | Jumbo-Visma                                     | 15003.5                                         | 1                                               | en stagnation                                   |
| 2                                               | UAE Team Emirates                               | 13323                                           | 2                                               | en stagnation                                   |
| 3                                               | Ineos Grenadiers                                | 12494                                           | 3                                               | en stagnation                                   |
| 4                                               | Bora-Hansgrohe                                  | 10331                                           | 4                                               | en stagnation                                   |
| 5                                               | Intermarché-Wanty-Gobert Matériaux              | 10318                                           | 5                                               | en stagnation                                   |
| 6                                               | Quick-Step Alpha Vinyl                          | 10214                                           | 6                                               | en stagnation                                   |
| 7                                               | Groupama-FDJ                                    | 9440                                            | 7                                               | en stagnation                                   |
| 8                                               | Bahrain Victorious                              | 9206                                            | 8                                               | en stagnation                                   |
| 9                                               | Alpecin-Deceuninck                              | 8490.67                                         | 9                                               | en stagnation                                   |
| 10                                              | Cofidis                                         | 8079                                            | 10                                              | en stagnation                                   |

| Classement UCI (par pays) au 18 octobre 2022 | Classement UCI (par pays) au 18 octobre 2022 | Classement UCI (par pays) au 18 octobre 2022 | Classement UCI (par pays) au 18 octobre 2022 | Classement UCI (par pays) au 18 octobre 2022 |
| #                                            | Pays                                         | Points                                       | Précédent                                    | Évolution                                    |
| -------------------------------------------- | -------------------------------------------- | -------------------------------------------- | -------------------------------------------- | -------------------------------------------- |
| 1                                            | Belgique                                     | 17901.5                                      | 1                                            | en stagnation                                |
| 2                                            | Espagne                                      | 11845.5                                      | 2                                            | en stagnation                                |
| 3                                            | France                                       | 11774                                        | 3                                            | en stagnation                                |
| 4                                            | Slovénie                                     | 9930                                         | 4                                            | en stagnation                                |
| 5                                            | Pays-Bas                                     | 9485.34                                      | 5                                            | en stagnation                                |
| 6                                            | Danemark                                     | 8876                                         | 6                                            | en stagnation                                |
| 7                                            | Colombie                                     | 8076                                         | 7                                            | en stagnation                                |
| 8                                            | Grande-Bretagne                              | 7709.5                                       | 9                                            | +1                                           |
| 9                                            | Australie                                    | 7701.34                                      | 8                                            | -1                                           |
| 10                                           | Italie                                       | 7195                                         | 10                                           | en stagnation                                |